# Zorivka, Zolotonoșa
Zorivka (în ucraineană Зорівка) este localitatea de reședință a comunei Zorivka din raionul Zolotonoșa, regiunea Cerkasî, Ucraina.

## Demografie
Componența lingvistică a localității Zorivka
     Ucraineană (98,24%)
     Rusă (1,65%)
Conform recensământului din 2001, majoritatea populației localității Zorivka era vorbitoare de ucraineană (98,24%), existând în minoritate și vorbitori de rusă (1,65%).